# Carillon (Berlin)

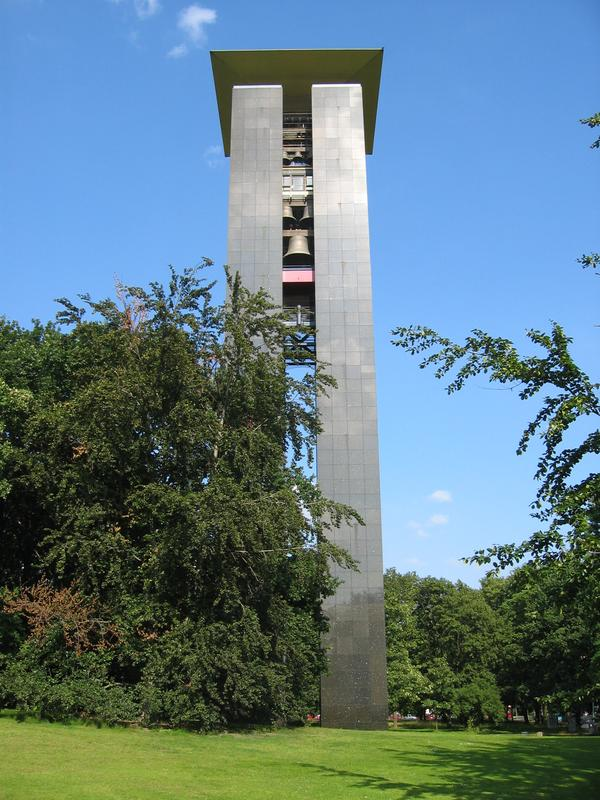
Carillon im Tiergarten

Das Carillon in Berlin ist ein von Hand spielbares Glockenspiel im Ortsteil Tiergarten. Es steht südöstlich der Kongresshalle bzw. südlich des Tipis am Kanzleramt im Großen Tiergarten, etwa an der Stelle, an der sich bis 1951 die Krolloper befand.
Im Zweiten Weltkrieg wurden die Carillons in Berlin und Potsdam zerstört; bis dahin gab es eine Tradition dieser Glockenspiele, z. B. nach Gottesdiensten, an Markttagen oder zu Feiertagen. 1984 schlug der 1950 im kalifornischen Santa Monica geborene US-Amerikaner Jeffrey Bossin, der 1972 nach West-Berlin kam und 1984 seinen Magister in Musikwissenschaften erlangte, der Senatsverwaltung für kulturelle Angelegenheiten vor, anlässlich des 750. Geburtstags der Stadt Berlin im Jahr 1987, ein Carillon nach US-amerikanischem Vorbild zu bauen, das von der Daimler-Benz AG unter Edzard Reuter mit fünf Millionen Mark gestiftet wurde. Bossin hat das Carillon mitentworfen, sich um die Qualität der Glockenbronze und um das Holz des Spieltisches gekümmert. Mit dem Turmglockenspiel sollte der historischen Carillons in der Parochialkirche in Berlin-Mitte und der Potsdamer Garnisonkirche gedacht werden, die beide im Zweiten Weltkrieg zerstört wurden.
Der Turm des Carillons besteht aus vier zum Karree gruppierten Einzeltürmen, die jeweils 42 Meter hoch und mit schwarzem Granit verkleidet sind. Die Pläne des Turmes stammen von den Architekten Dietrich Bangert, Bernd Jansen, Stefan Scholz und Axel Schultes (BJSS). 187 Stufen einer Wendeltreppe führen im Inneren zur Spielerkabine in 33 Meter Höhe. Mit 68 Kirchenglocken und einem Tonumfang von fünfeinhalb Oktaven ist es eines der größten Carillons Europas (das größte Instrument des Kontinents ist mit 76 Glocken das Europa-Carillon im Roten Turm in Halle an der Saale, das zweitgrößte der Welt). Die Glocken wiegen insgesamt 48 Tonnen, die größte 7,8 Tonnen, die kleinste acht Kilogramm; die zehn schwersten Glocken sind unterhalb, die restlichen 58 Glocken oberhalb der Spielkabine angebracht.